# Milan Ružić
Milan Ružić zvani Minta (Rijeka, 25. srpnja 1955. – Rijeka, 26. siječnja 2014.), hrvatski nogometaš, državni reprezentativac i nogometni menadžer. Jedan je od najboljih riječkih nogometaša svih vremena. Igrao je na mjestu lijevog veznog, a u jednom pokusu trenera Miroslava Blaževića na utakmici protiv zagrebačkog Dinama u Maksimiru igrao je na mjestu stopera, dok je u isto vrijeme Zlatko Kranjčar trpao Rijeci golove.

## Životopis
Milan Ružić rođen je u Rijeci, 25. srpnja 1955. godine. Premda poznat kao nogometaš, u mladosti se bavio jedriličarstvom i postizao je zapažene rezultate.
Nogomet je počeo igrati u pomlatku NK Kraljevice. Igrao je i za Crikvenicu, Potom je nastavio u mlađim uzrastima NK Rijeke. Za prvu momčad Rijeke, igrao je od 1974. do 1983. godine, odigravši pritom za Bijele s Kantride 430 utakmica na kojima je postigao 31 zgoditak. Ukupno je za Rijeku dao 50 pogodaka. Bio je dio strašnog Rijekina trolista Hrstić - Ružić - Desnica, u kojem je Hrstić vukao naprijed, Ružić crtao akcije, a Desnica čarolijom igre smućivao protivničku obranu. Ako ništa nije radilo, Ružić je rješavao topovskim udarcem iz daljine. U Rijeci je igrao pod paskom trenera Gojka Zeca, Dragutina Spasojevića, Miroslava Blaževića, Marijana Brnčića i Josipa Skoblara.
Internacionalnu karijeru nastavio je u Belgiji, gdje je u sezoni 1983./84., igrao za Beringen FC, potom je od 1984. do 1988. godine Ružić nogometaš KAA Genta.
Nakon toga od 1988. do 1989. godine igra za KRC Harelbeke. Igračku karijeru završio je u nizozemskoj momčadi HSV Hoek, u kojoj je igrao od 1989. do 1990. godine. Za reprezentaciju Jugoslavije, kao nogometaš Rijeke, 1983. godine odigrao je dvije utakmice. Debitirao je 30. ožujka 1983. godine u Temišvaru, u prijateljskoj utakmici u kojoj je Jugoslavija pobijedila Rumunjsku s 2:0. Od dresa reprezentacije oprostio se 7. lipnja 1983. godine u Luksemburgu, u prijateljskoj utakmici u kojoj je SR Njemačka pobijedila Jugoslaviju s 4:2.
Milan Ružić je bio igrač sredine terena. Igrao je na mjestu spojke. Imao je izvrsna dodavanja. Odlično je gradio loptu. Bio je jednako ubojit u fazi napada i vrlo koristan u fazi obrane. Bio je predvodnik „zlatne“ generacije NK Rijeka, koja je u sezonama 1977./78. i 1978./79., osvojila Kup Jugoslavije. U prvom kupu koji je osvojen, 1978. godine Rijeka je u finalu s 1:0., pobijedila Trepču iz Kosovske Mitrovice. Iduće 1979. godine, u finalu kupa u Rijeci je pobijeđen Partizan s 2:1., dok je u Beogradu bilo 0:0. U sve tri utakmice finala kupa na poziciji lijeve spojke Rijeke igrao je Milan Ružić. Dirigirao je igrom. Vodio je Bijeli brod prema luci u kojoj su ga čekali pehari namijenjeni pobjedniku Kupa Jugoslavije.
Milan Ružić je, jasno, od malih nogu bio navijač Rijeke. Bio je fin nogometaš. Njegove lopte „imale su oči“. Koliko li je tek golova pripremio napadačima Rijeke, tijekom karijere, pogotovo Milanu Radoviću, jednom od najboljih strijelaca Rijeke svih vremena. Minta, kako ga zovu prijatelji je zasigurno jedan od najvećih nogometnih znalaca koji je ponikao na Kantridi. Vrstan nogometaš. Autoritet među suigračima. Bio je to nogometaš koji nije imao tajni s nogometnom loptom. Kako piše riječki Novi list, ona se naprosto lijepila za njegovu nogu. Njegove realizatorske sposobnosti, bile su također posebna priča. Golove je postizao njemu svojstvenom lakoćom. Manirom rasnog strijelca, kažnjavao je greške protivnika. Možda bi po svojim predispozicijama u karijeri postigao i više golova, da se tada igra Rijeke, nije bazirala isključivo u Ružićevom pripremanju pogodaka i građenju akcija.
Milan Ružić je imao bogom dani nogometni talent. S loptom je vladao suvereno i majstorski. Bio je njen potpun gospodar kada se ona nalazila u njegovim nogama. S njom je izvodio velike majstorluke. Nije mu se je moglo lako oteti, a niti omesti u njegovim nastojanjima. Imao je izuzetno točan i jak udarac. Pucao je objema nogama snažno i dobro, u upravo školskom stavu s ispruženim tijelom. Teško mu je bilo pronaći lošu stranu. Kao malo koji igrač Ružić je imao sjajno razvijenu sposobnost izoliranja svojih protivnika koji bi se vrtjeli oko njega, dok ih je on zgodno zauzetim stavom činio nemoćnima. Nakon završetka igračke karijere Milan Ružić, radio je kao nogometni menadžer, a i privatni je ugostitelj. Prije svega, istinska legenda riječkog nogometa.
Umro je nakon duge i teške bolesti 2014. godine. Pokopan je 28. siječnja 2014. na kraljevičkom groblju.
Ružićev ondašnji suigrač Srećko Juričić ocijenio je da je Ružić od svih igrača Rijeke iz one generacije ostavio najdublji trag u europskom nogometu. Poznanici su Ružića zapamtili kao iznimno dobra čovjeka, privržena Kraljevici i Kantridi, "koji je cijeli život (i u danima slave) pazio da mrava ne zgazi. Tuđa mu je sreća bila važnija od svog zadovoljstva".
NK Kraljevica je kolovoza 2015. Ružiću u čast nazvala svoj stadion na Oštru po njemu.

## Trofeji
- Kup Jugoslavije 1977./78. i 1978./79.[3]
- Balkanski kup 1980.[1]
- Najbolje ocijenjeni igrač Rijeke u sezonama 1978./1979., 1980./1981. i 1982./1983.[1]
- Navijači su ga u anketi izabrali za najboljeg lijevog veznog Rijeke svih vremena-[1]
- Strijelac jubilarnog 25 tisućitog pogotka Prve jugoslavenske lige.[1]